# Рамос, Рико
Ри́ко Дашо́н Ра́мос (англ. Rico Dashon Ramos; род. 20 июня 1987, Карсон) — американский боксёр, представитель легчайшей и полулёгкой весовых категорий. В середине 2000-х годов успешно выступал на любительском уровне, становился призёром чемпионата США и национального турнира «Золотые перчатки». С 2008 года боксирует среди профессионалов, владел титулом чемпиона мира WBA (2011—2012) во втором легчайшем весе.

## Биография
Рико Рамос родился 20 июня 1987 года в Карсоне, штат Калифорния, имеет пуэрто-риканские корни. Активно заниматься боксом начал в возрасте восьми лет, проходил подготовку в Лос-Анджелесе в зале South LA's Broadway Boxing Gym.

### Любительская карьера
Впервые заявил о себе в 2003 году, выиграв серебряную медаль на юниорской Олимпиаде в Александрии. Два года спустя стал бронзовым призёром национального турнира «Золотые перчатки», принял участие в матчевой встрече со сборной Мексики.
В 2006 году стал серебряным призёром национальных «Золотых перчаток».
На чемпионате США 2007 года в Колорадо-Спрингс дошёл до финала, проиграв в решающем поединке Рейнеллу Уильямсу. Пытался пройти отбор на летние Олимпийские игры 2008 года в Пекине, однако в полуфинале отборочного турнира в Хьюстоне был побеждён Хайлоном Уильямсом и не смог пробиться в основной состав американской олимпийской сборной.

### Профессиональная карьера
Не сумев пробиться на Олимпиаду, Рамос подписал контракт с промоуторской компанией Goossen Tutor и менеджером Элом Хеймоном, после чего успешно дебютировал среди профессионалов. В течение первых трёх лет профессиональной карьеры не знал поражений, в 2009 году в поединке с мексиканцем Алехандро Пересом завоевал вакантный титул WBO NABO Youth в легчайшей весовой категории, затем дважды защитил полученный чемпионский пояс.
По состоянию на 2011 год имел в послужном списке 19 побед без единого поражения, благодаря череде удачных выступлений поднялся в рейтингах второго легчайшего веса и удостоился права оспорить титул чемпиона мира по версии Всемирной боксёрской ассоциации (WBA), который на тот момент принадлежал японцу Акифуми Симоде. В состоявшемся между ними чемпионском бою Рамос нокаутировал Симоду в седьмом раунде и стал новым чемпионом мира в этом весе.
Тем не менее, Рико Рамос удерживал чемпионский титул не долго, уже во время первой защиты в январе 2012 года он сам был нокаутирован двукратным олимпийским чемпионом с Кубы Гильермо Ригондо.
В дальнейшем Рамос продолжил активно выходить на ринг, хотя победы чередовал с поражениями, в частности проиграл по очкам таким боксёрам как Ронни Риос и Оскар Гонсалес. В 2014 году претендовал на титул временного чемпиона мира WBA в полулёгкой весовой категории, но не смог перебоксировать представителя Аргентины Хесуса Куэльяра. В 2017 году получил вакантный титул чемпиона WBA-NABA во втором легчайшем весе, выиграв единогласным решением судей у мексиканца Хуана Антонио Лопеса.